# Albert Oblinger
Albert Oblinger (* 10. September 1910 in Innsbruck; † unbekannt) war ein österreichischer Radrennfahrer.

## Sportliche Laufbahn
Oblinger war im Straßenradsport aktiv. Er war Unabhängiger und Berufsfahrer von 1935 bis 1936. 1936 bestritt er mit der Nationalmannschaft Österreichs die Tour de France. Er schied auf der 13. Etappe als letzter Fahrer der österreichischen Mannschaft aus. In der Tour de Suisse 1935 und 1936 kam er nicht ins Ziel. Nach dem Zweiten Weltkrieg startete er wieder als Amateur. In der Österreich-Rundfahrt 1949 wurde er 12.